# Boerendrinkpartij
Boerendrinkpartij is een schilderij door de Zuid-Nederlandse schilder Adriaen Brouwer in het Mauritshuis in Den Haag.

## Voorstelling
Het stelt het interieur van een herberg voor met rondom een tafel een aantal drinkende en rokende boeren. Op de grond is een dronken boerin in slaap gevallen terwijl een kind aan haar mouw trekt. Links zit een man op een ton zijn pijp te stoppen. Rechts maakt een vrouw haar pijp aan met behulp van een vuurtest. Op de ton zijn met krijt turvingen aangebracht. In het tafelblad heeft een van de boeren een mes gestoken zodanig dat het nu rechtop staat.

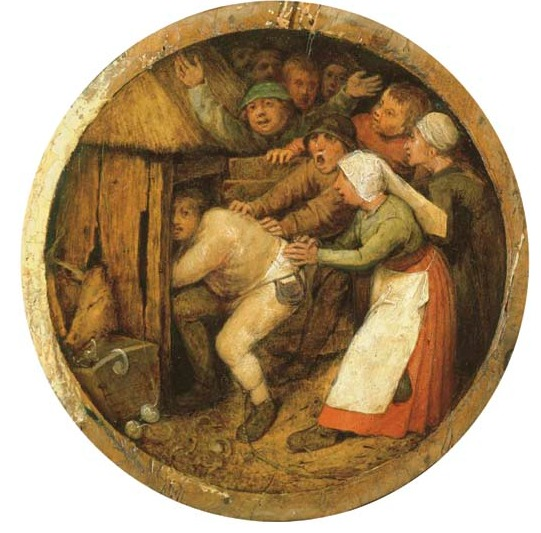
Toegeschreven aan Pieter Bruegel de Oude. Het varken moet in zijn kot. 1568. Huidige verblijfplaats onbekend.

Het schilderij sluit in onderwerp en stijl aan bij het werk van de 16e-eeuwse schilder Pieter Bruegel de Oude, die begin 17e eeuw nog steeds erg populair was.
Het werd vroeger gezien als pendant van Brouwers schilderij Boerenvechtpartij. Dit is op naam te schrijven van de vroegere eigenaar, Adriaan Leonard van Heteren, die op 4 juli 1763 op de verkoping van de verzameling van zijn oom Willem Lormier de Boerenvechtpartij aankocht in de veronderstelling dat dit de tegenhanger was van de Boerendrinkpartij, die hij toen al in zijn bezit had.

## Toeschrijving en datering

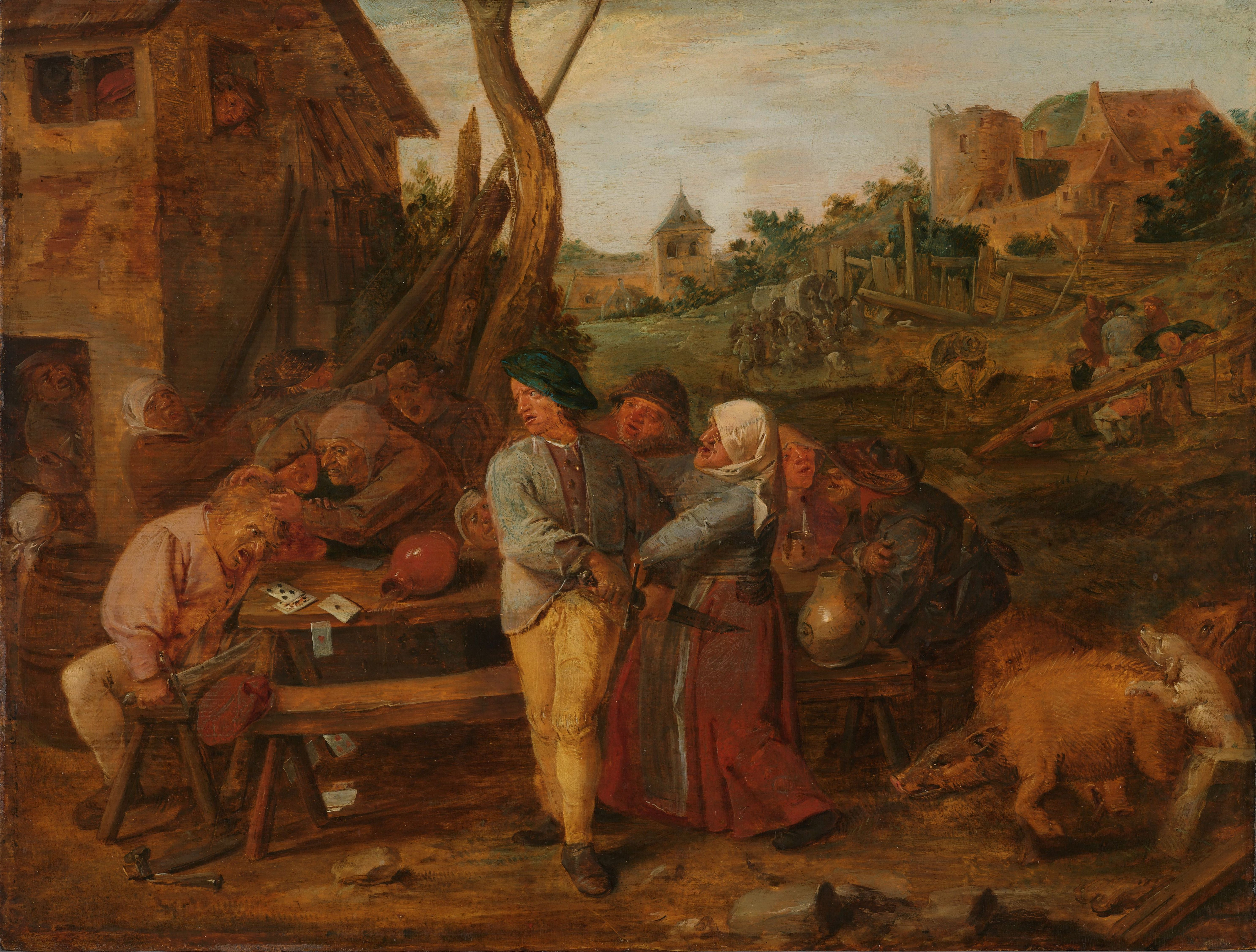
Adriaen Brouwer. Boerenvechtpartij. Ca. 1625-1626. Olieverf op paneel. 25,5 × 34 cm. Den Haag, Mauritshuis.

Het schilderij wordt van oudsher toegeschreven aan Adriaen Brouwer. Het was vroeger op de ton vals gemonogrammeerd ‘AB’. Dit monogram werd begin 20e eeuw verwijderd. In de museumcatalogus van het Rijksmuseum van 1858 wordt het schilderij, samen met de zogenaamde pendant, echter beschreven als een anoniem werk uit de Hollandse school. Dit bracht de kunstcriticus Théophile Thoré-Bürger ertoe de werken te zien als ‘que de misérables copies de l'école de Bruegel le vieux’ (slechts miserabele kopieën uit de school van Bruegel de Oude). In 1873 werd hij terecht gewezen door de Duitse kunsthistoricus Wilhelm Adolf Schmidt, die schrijft dat Thoré-Bürger hier wel erg kritisch is en zwaar overdrijft. In de museumcatalogus van het Rijksmuseum van 1872 zijn de werken weer onder de naam Brouwer terug te vinden.

## Herkomst
Het werk wordt in 1752 voor het eerste gesignaleerd in de verzameling van Adriaan Leonard van Heteren in Den Haag. Van Heteren liet het na zijn dood na aan zijn zoon, Adriaan Leonard van Heteren Gevers. Deze verkocht het werk op 8 juni 1809 (als pendant van Boerenvechtpartij) samen met 135 andere schilderijen, bekend als het Kabinet Van Heteren Gevers, aan het Rijksmuseum. In 1948 werd het werk in blijvend bruikleen gegeven aan het Mauritshuis in Den Haag.